# 333-тя піхотна дивізія (Третій Рейх)
333-тя піхотна дивізія (Третій Рейх) (нім. 333. Infanterie-Division) — піхотна дивізія Вермахту, що входила до складу німецьких сухопутних військ у роки Другої світової війни.

## Історія з'єднання
333-тя піхотна дивізія була сформована 15 листопада 1940 року в Берліні та Бранденбурзі в III військовому окрузі під час 14-ї хвилі мобілізації вермахту. Дивізія складалася з трьох піхотних полків (679-го, 680-го, 681-го), а також 333-го артилерійського полку та частин підтримки й забезпечення дивізії.
З квітня 1941 року дислокувалася в районі Лібурна і Лангоні в регіоні Жиронда на території окупованої Франції. Незабаром переведена для утримання позицій у районі Сент-Егюлен—Бордо—Ле-Порж.
21 жовтня 1942 року був відданий наказ про переформування дивізії в ударну й розпочата перепідготовка для Східного фронту. У лютому 1943 року дивізію перекинули на схід, де включили до 1-ї танкової армії. Вела оборонні бої на Донбасі, в районі Ізюм — Лозової — Барвінкове — Краматорська — Слов'янська. У жовтні 1943 року відбувся відхід частин дивізії до Запоріжжя на Дніпрі. 2 листопада 1943 року дивізію через значні втрати в живій силі та техніці було офіційно розформовано. Частка сил була об'єднана в 333-тю дивізійну групу, а решта передана до 278-ї та 294-ї піхотних дивізій.

## Райони бойових дій
- Німеччина (листопад 1940 — травень 1941);
- Франція (травень 1941 — лютий 1943);
- Східний фронт (південний напрямок) (лютий — листопад 1943).

## Командування

### Командири
- генерал-лейтенант Рудольф Пільц (15 листопада 1940 — 10 грудня 1942)
- генерал-майор Гергард Грассманн (нім. Gerhard Graßmann) (10 грудня 1942 — 22 березня 1943)
- генерал-лейтенант Рудольф фон Чуді (Rudolf von Tschudi) (22 березня — 1 липня 1943)
- генерал-майор Вільгельм Крізоллі (1 — 10 липня 1943)
- генерал-лейтенант Ервін Менні (10 липня — 2 листопада 1943).

### Підпорядкованість
| Час          | Корпус                | Армія          | Група армій (округ)   | Штаб              |
| ------------ | --------------------- | -------------- | --------------------- | ----------------- |
| 1940         |                       |                |                       |                   |
| 15 листопада | формування            | формування     | III військовий округ  | Перлеберг         |
| 1941         |                       |                |                       |                   |
| січень       | формування            | формування     | III військовий округ  | Перлеберг         |
| червень      | XXXI КОпр             | 7 А            | Група армій «D»       | Бретань           |
| 1942         |                       |                |                       |                   |
| 1 квітня     | XXV ак                | 7 А            | Група армій «D»       | Бретань           |
| 1943         |                       |                |                       |                   |
| січень       | XXV ак                | 7 А            | Група армій «D»       | Бретань           |
| 1 лютого     | передислокація        | передислокація | Група армій «D»       | Бретань           |
| 7 лютого     | XXXX тк               | 1 ТА           | Група армій «Південь» | Сіверський Донець |
| 25 лютого    | III тк                | 1 ТА           | Група армій «Південь» | Сіверський Донець |
| 25 березня   | XXX ак                | 1 ТА           | Група армій «Південь» | Богородичне       |
| 9 червня     | XXXX тк               | 1 ТА           | Група армій «Південь» | Богородичне       |
| 3 серпня     | XXX ак                | 1 ТА           | Група армій «Південь» | Слов'янськ        |
| 23 вересня   | XVII ак               | 1 ТА           | Група армій «Південь» | Григорівське      |
| 15 жовтня    | XXXX тк               | 1 ТА           | Група армій «Південь» | Запоріжжя         |
| 16 жовтня    | XVII ак               | 1 ТА           | Група армій «Південь» | Запоріжжя         |
| 17 жовтня    | Бойова група 294-ї пд | 1 ТА           | Група армій «Південь» | Біленьке          |

### Склад
| 1941                                   |
| -------------------------------------- |
| 679-й піхотний полк                    |
| 680-й піхотний полк                    |
| 681-й піхотний полк                    |
| 332-й артилерійський полк              |
| 333-й інженерний батальйон             |
| 333-й протитанковий дивізіон           |
| 333-й запасний батальйон               |
| 333-й дивізійний батальйон зв'язку     |
| 333-тє дивізійне управління постачання |